# (661) Clelia
(661) Clelia es un asteroide que forma parte del cinturón de asteroides y fue descubierto por Joel Hastings Metcalf desde el observatorio de Taunton, Estados Unidos, el 22 de febrero de 1908.

## Designación y nombre
Clelia recibió al principio la designación de 1908 CL.
Más adelante se nombró por la legendaria heroína romana Clelia.

## Características orbitales
Clelia está situado a una distancia media de 3,017 ua del Sol, pudiendo alejarse hasta 3,119 ua. Su inclinación orbital es 9,232° y la excentricidad 0,03385. Emplea 1914 días en completar una órbita alrededor del Sol. Pertenece a la familia asteroidal de Eos.